# Typhlops amoipira
Typhlops amoipira este o specie de șerpi din genul Typhlops, familia Typhlopidae, descrisă de William Antônio Rodrigues și Flora A. Juncá în anul 2002. Conform Catalogue of Life specia Typhlops amoipira nu are subspecii cunoscute.